# 彥國葺命
彥國葺命（日语：／ Hikokunifukunomikoto，？—？）是記紀記載的古代日本人，《日本書紀》稱其為彥國葺，《古事記》稱為日子國夫玖命，其他文獻則稱為彥訓服命。第五代天皇孝昭天皇之子天足彥國押人命的曾孫或玄孫，和珥氏的遠祖，垂仁天皇時期五大夫之一。

## 生涯
按《日本書紀》崇神天皇10年（前88年）9月27日條記載，孝元天皇之子武埴安彥命與其妻吾田媛謀反，彥國葺與阿倍氏之祖四道將軍之一的大彥命一同被派前往山背討伐武埴安彥。彥國葺安排忌瓷據守和珥武鐰坂（現奈良縣天理市和爾町附近），自己則帶領精兵越過那羅山向輪韓河（現京都府木津川市木津町附近的木津川）進軍，隔著河岸與武埴安彥對峙，彥國葺直斥武埴安彥無道，乃企圖打倒皇室之人，然後便一舉擊敗了武埴安彥。
按《日本書紀》垂仁天皇25年（前5年）2月8日條記載，彥國葺與阿倍臣之祖武渟川別、中臣連之祖大鹿島、物部連之祖物部十千根和大伴連之祖大伴武日）一同獲稱為「大夫」，並且負責天皇有關神祇祭祀的事宜。
《古事記》亦有相關的記載。

## 後裔

### 氏族
按《新撰姓氏錄》記載，彥國葺有以下的後裔。
- 左京皇別 吉田連 - 大春日朝臣（日语：春日氏）同祖。觀松彥香殖稻天皇（孝昭天皇）皇子天帶彥國押人命四世孫的彥國葺命之後。孫為鹽垂津彥命。
- 右京皇別 真野臣 - 天足彥國押人命三世孫的彥國葺命之後。子為大口納命，孫為難波宿禰。
- 右京皇別 和邇部 - 天足彥國押人命三世孫的彥國葺命之後。
- 右京皇別 安那公 - 同上。
- 山城國皇別 粟田朝臣 - 天足彥國押人命三世孫的彥國葺命之後。
- 山城國皇別 葉栗 - 小野（日语：小野氏）同祖。彥國葺命之後。

### 國造
按《先代舊事本紀》中的國造本紀記載，彥國葺有以下的國造後裔。
- 額田國造（日语：額田国造）
志賀高穴穗朝（成務天皇）在位期間，和邇臣之祖彥訓服命之孫大直呂宇命被任命為國造。位處於後來的美濃國池田郡（日语：池田郡）額田鄉附近（現岐阜縣揖斐郡一帶）[2]。
- 吉備穴國造
纏向日代朝（景行天皇）在位期間，和邇臣同祖之彥訓服命之孫八千足尼被任命為國造。位於處於備後國安那郡附近（現廣島縣福山市內）[3]。

## 考証
彥國葺討伐武埴安彥一事本來是和珥氏的傳說，後來才與大彥命等四道將軍誕生的傳說結合。傳說中的地名則反映了和珥氏在大化以前的勢力範圍。